# Flögeln
Flögeln este o comună din landul Saxonia Inferioară, Germania.